# Obišovský hrad
Obišovský hrad (též Drienov) je zřícenina hradu na Slovensku. Nachází se v pohoří Čierna hora, severozápadně od vsi Obišovce v okrese Košice-okolí. Založen byl ve 13. století rodem Aba a nejpozději v první polovině 15. století zanikl. Jeho pozůstatky odkryl a prozkoumal Belo Polla. Zřícenina je chráněna jako kulturní památka.

## Historie

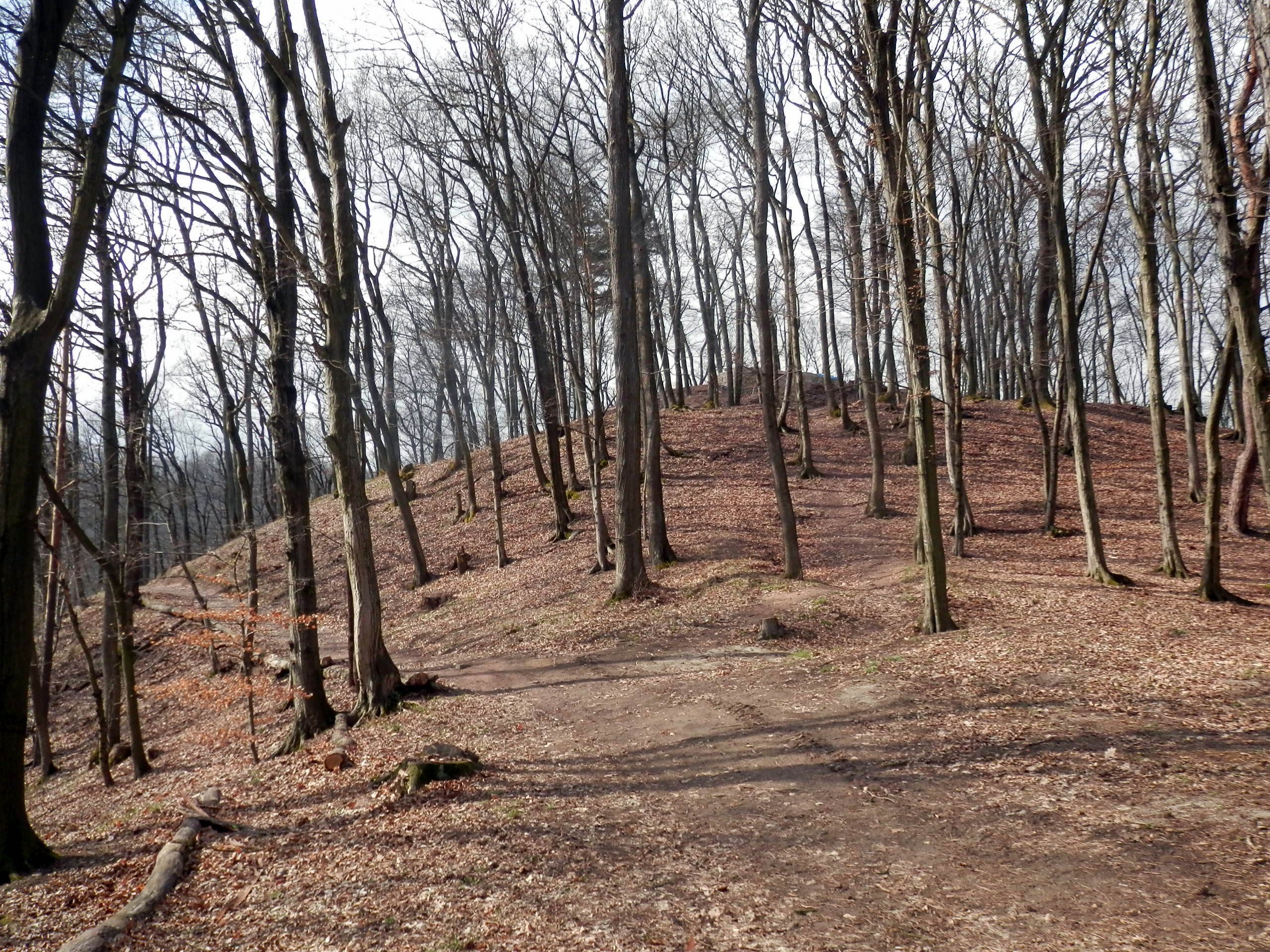
Vrchol kopce s pozůstatky hradu

Hrad byl založen ve 13. století a mohl být nejstarším hradem rodu Aba v okolí Drienova (není zcela jasné, ke kterému hradu se zmínku o Drienovu vztahují). Ti jej podle archeologických nálezů datovaných Belo Pollou mohli vybudovat už v první polovině 13. století, ale kritické hodnocení nasvědčuje spíše mladšímu založení. První písemná zmínka o hradu pochází z roku 1300, ale vyplývá z ní, že hrad stál už o tři roky dříve. Naopak při dělení majetku rodu Aba roku 1289 zmíněn není, takže byl nejspíše postaven mezi uvedenými lety. Podle listiny z roku 1304 stálo jeho vybudování sedmdesát hřiven stříbra. Kdy hrad zanikl není zcela jisté, ale asi se tak stalo nejpozději v první polovině 15. století, pravděpodobně o něco dříve než byl opuštěn také blízký hrad u Kysaku.

## Stavební podoba

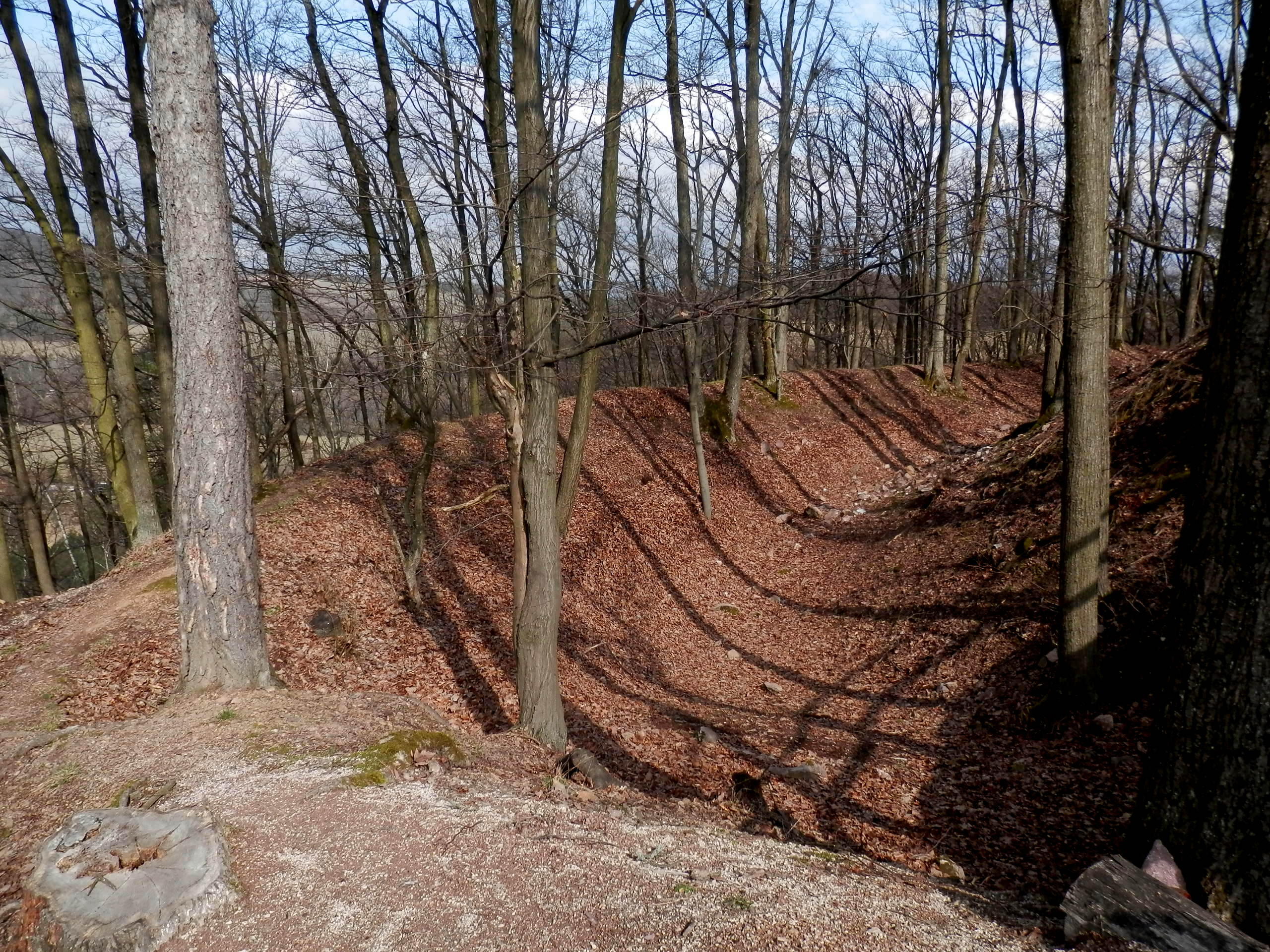
Příkop

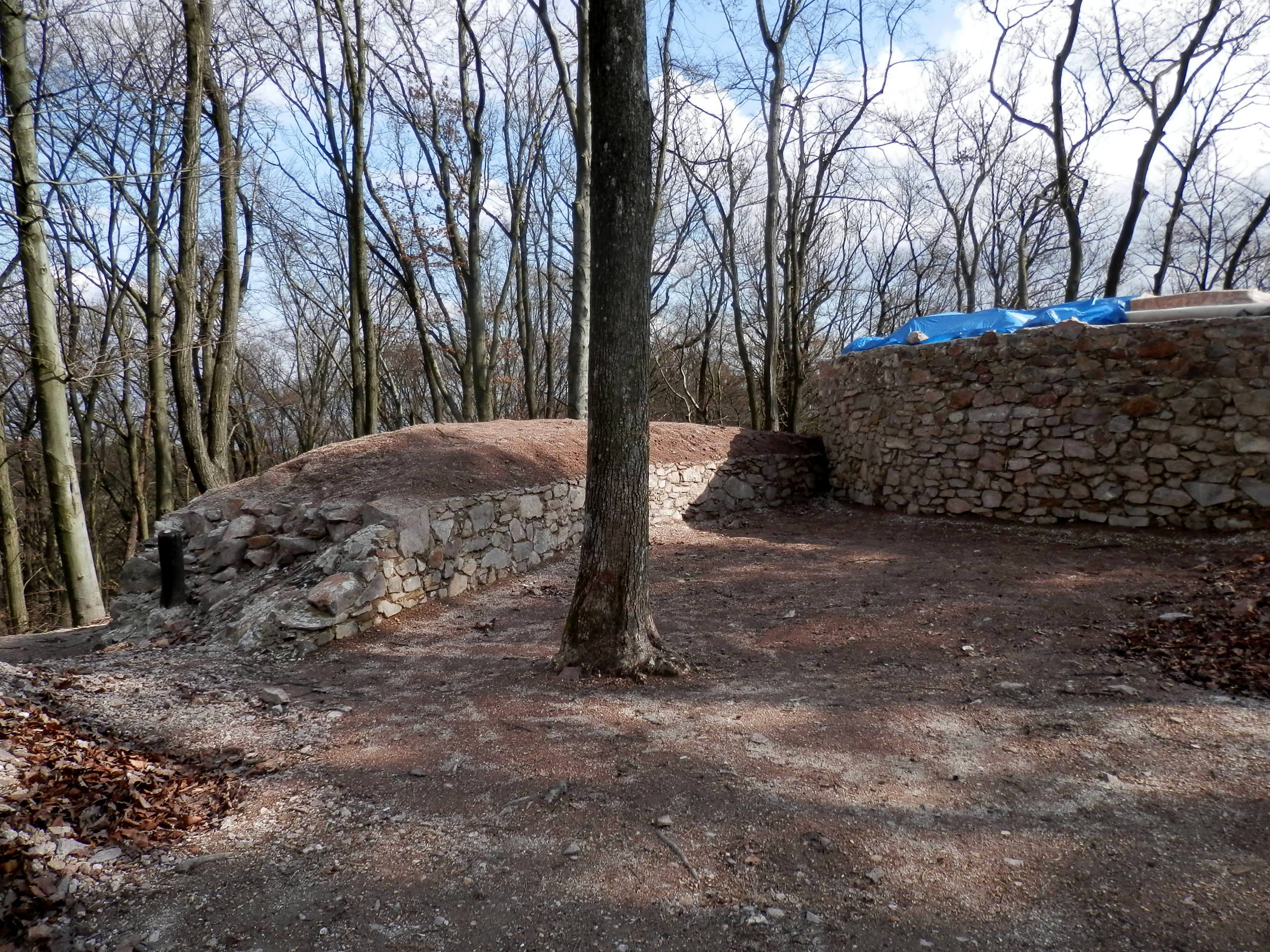
Fragment obvodové hradby a okrouhlé věže

Hrad byl postaven na návrší s nadmořskou výškou 360 metrů nad levým břehem řeky Svinky. Má oválný půdorys s rozměry 32 × 25 metrů, vymezený 1,7–2,5 metru silnou hradbou, kterou na vnější straně lemuje až 2,5 metru hluboký příkop. Přístupová cesta vedla od jihu. Poté, co vystoupala na rozšířenou část valu na západě, překonala po dřevěném mostě příkop a prostou kulisovou bránou vstoupila do hradního jádra.
Dominantou jádra byla okrouhlá věž, jejíž vnitřní průměr ve spodní části měří 3,5 metru a zdi jsou 2,8 metru silné. Podél jihovýchodní stran stál trojprostorový, nejspíše jednopatrový palác, jehož vnější stěnu tvořila obvodová hradba. Přibližně ve středu nádvoří byla ve skále vyhloubena cisterna na vodu s kruhovou vyzdívkou omítnutou kvalitní omítkou.

## Přístup
Na hrad nevede žádná turisticky značená trasa. Polní a lesní cestky k němu vedou z Ličartovců nebo z Obišovců z údolí Svinky.